# Axel Kei
Axel Kei (* 30. Dezember 2007 in Abidjan, Elfenbeinküste) ist ein US-amerikanischer Fußballspieler. Er debütierte im Alter von 13 Jahren und 282 Tagen in der USL Championship und ist damit der jüngste Spieler in der Geschichte des professionellen Mannschaftssports in den USA.

## Privates
Kei wurde in der Elfenbeinküste geboren und wuchs zunächst in Brasilien auf, da sein Vater dort Profifußballer war. 2017 zog die Familie nach San Diego im US-Bundesstaat Kalifornien. Er besitzt die US-Staatsbürgerschaft.

## Karriere
Nach dem Umzug der Familie nach San Diego, Kalifornien spielte Kei in den Spielzeiten 2017, 2018 und 2019 beim Jugendverein LA Galaxy San Diego (seit 2020 Carlsbad City SC), einem Partnerverein der LA Galaxy. 2020 wechselte er im Alter von 12 Jahren in die Nachwuchsakademie von Real Salt Lake in Herriman, Utah. Dort spielte der Stürmer zunächst bei den C-Junioren (U15), gehörte aber schon den B- (U17) und A-Junioren (U19) an. Ende Juni 2021 kehrte er zur U15 zurück und gewann mit ihr Anfang Juli 2021 den MLS Next Cup, wobei er mit 5 Toren in 5 Spielen Torschützenkönig wurde. Anschließend spielte Kei für die U17 und nahm am Training der Real Monarchs, dem Farmteam von Real Salt Lake, teil. Am 8. Oktober 2021 debütierte er im Alter von 13 Jahren und 282 Tagen für die Real Monarchs in der USL Championship, als er bei einem 0:0-Unentschieden gegen die Colorado Springs Switchbacks rund eine halbe Stunde vor dem Spielende für Bobby Wood eingewechselt und damit zum jüngsten Spieler in der Geschichte des professionellen Mannschaftssports in den USA wurde. Bis zum Ende der Saison 2021 folgten keine weiteren Einsätze mehr.
Zur Saison 2022 erhielt Kei einen Profivertrag für die Major League Soccer mit einer Laufzeit bis zum 31. Dezember 2023. Er löste bei seiner Vertragsunterschrift am 14. Januar 2022 im Alter von 14 Jahren und 15 Tagen Freddy Adu, der im Januar 2004 153 Tage älter gewesen war, als jüngsten Spieler ab, der jemals einen MLS-Vertrag erhalten hatte. Dieser Rekord wurde jedoch schon eineinhalb Monate später durch Máximo Carrizo gebrochen, der an seinem 14. Geburtstag einen Profivertrag beim New York City FC unterschrieb. Kei spielte in dieser Spielzeit hauptsächlich für die Real Monarchs, für die er 13-mal (3 Tore) in der neugegründeten MLS Next Pro zum Einsatz kam. Zudem spielte er teilweise in der U17; in der MLS stand der Stürmer in keinem Spiel im Spieltagskader.

## Erfolge
- MLS-Next-Cup-Sieger: 2021
- Torschützenkönig des MLS Next Cups: 2021